# Smicromyrmilla
Smicromyrmilla  (лат.) — род ос-немок из подсемейства Ticoplinae.

## Распространение
Афротропика, южная Палеарктика (Испания, Северная Африка), Ориентальная область.

## Систематика
Более 20 видов. Относится к трибе Smicromyrmillini. Глаза неопушенные. Имеют как нормальных длиннокрылых, так и брахиптерных самцов. Самка осы-немки пробирается в чужое гнездо и откладывает яйца на личинок хозяина, которыми кормятся их собственные личинки.
- Smicromyrmilla ariasi (André, 1896)
- Smicromyrmilla miranda Nonveiller & Gros, 1996